# Фудбал на Летњим олимпијским играма 2008.
Фудбал на Летњим олимпијским играма 2008. игран је у шест кинеских градова и одржавао се од 6. до 23. августа.

## Освајачи медаља
| Дисциплине | Злато            | Сребро   | Бронза  |
| Мушкарци   | Аргентина        | Нигерија | Бразил  |
| Жене       | Сједињене Државе | Бразил   | Немачка |